# Distrito de Upper Sind Frontier

Localización de Sind en Pakistán.

El distrito de Upper Sind Frontier (distrito de la Frontera del Alto Sind o Sind Superior, o distrito de la frontera de Upper Sind) fue una división administrativa de la India Británica, en la provincia del Sindh, con capital en Jacobabad. Dentro del Pakistán independiente cogió el nombre de distrito de Jacobabad. 

## Historia
La zona de frontera estaba poblada principalmente por las tribus de los mazaris, burdis o buledhis, khoses, jamalis, jatois, dombkis, jakranis, y bugtis; los mazaris vivían en la orilla derecha del Indo en parte dentro de los límites del Punjab y en parte al Sind; los burdis de la orilla occidental del Indo vivían al sur de los mazaris y estaban sujetes a Khairpur. En 1838 entraron en contacto con los británicos y en 1839 el mir de Khairpur, Rustam, les cedió Bukkur; en 1843 quedaron sujetos al Mir Ali Murad a la deposición de Mir Rustam, y lo ayudaron en su campaña en la montaña contra Sir Charles Napier en 1844; en 1847 las depredaciones de los burdis ayudados por los khoses, dombkis y jakranis forzaron la intervención de la Sind Horse (Caballería del Sind) bajo el mayor Jacob, que desarmó a las tribus y controló los caminos en las zonas de bosque que les daban cobertura; el país era conocido como Burdika y en 1852 el territorio, que inicialmente había sido entregado a Mir Ali Murad, fue anexionado por los británicos. 
Los khoses eran una tribu depredadora que extendió su actividad hasta el Gujarat, pero las principales tribus siempre en lucha eran los dombkis y jakranis que hasta en 1845 residían en el Kacchi oriental pero después de la campaña de Sir Charles Napier, en 1844-1845, fueron derrotados y establecidos en Janidero y cercanías y se nombró un comisionado para su control. Estas tribus se aliaron a los bugtis e hicieron varias incursiones de saqueo en Sind y en el territorio vecino y las tribus pacíficas tuvieron que huir y los campos quedaron sin cultivar. En 1847 la Sind Horse fue enviada desde Hyderabad para pacificar el territorio; el mayor Jacob fue puesto al mando de las operaciones a la frontera; su campaña persistente contra las tribus dio frutos; Jacobs puso a los jakranis a limpiar el canal de Nur Wah y estableció a las tribus balutxis a la cercanía y los pudo atraer a esta vida pacífica. 

## Demografía
El distrito se formó en 1852 con centro en Jacobabad, reciente fundada; tenía 390 pueblos y la población era:
- 1872: 115 050 habitantes.
- 1881: 145 810 habitantes.
- 1891: 174 548 habitantes.
- 1901: 232 045 habitantes.

La población hablaba el sindi (165 000 o 71%) seguido del balutxi y el seraiki. Las etnias principales eran sindis, balutxis, seraikis y brahuis (9000). Los musulmanes eran el 90% y los hindúes el 9%.

## Talukes
Administrativamente estaba dividido en cinco talukes:
- Jacobabad
- Thul
- Kandhkot
- Kashmor o Kashmore
- Shahdadpur

Las tribus balutxis eran los burdis, khoses, dombkis, chandies, ligharis y rinds. Las tribus y castas sindis eran los sammas, sumres, chachars, mahars, panhars, jats y otros; entre los hindus la casta principal era la de los lohanes. 